# ウィパウィ・シリトーン
ウィパウィ・シリトーン（タイ語: วิภาวี ศรีทอง、ラテン文字転写: Wipawee Srithong、1999年1月28日 - ）は、タイの女子バレーボール選手である。タイ王国代表。

## 来歴

### クラブチーム
チェンライ出身。2014年、Supreme Volleyball Clubに入団。タイ国内リーグでは2016/17、2017/18、2019/20シーズンの3度優勝に貢献した。2022/23シーズンの国内リーグでは準優勝し、自身はベストオポジット賞を受賞した。2023年、韓国Vリーグの水原現代建設ヒルステートに移籍することが発表され、2023/24シーズンの韓国Vリーグ優勝に貢献した。2024/25シーズンも同チームと契約を更新し、活躍をみせていたが前十字靭帯損傷の怪我によりシーズン途中で離脱を余儀なくされた。2025年4月、韓国Vリーグの大田正官庄レッドスパークスからのドラフト指名を受け、契約を結んだことが発表された。

### 代表チーム
アンダーカテゴリーの代表として2014年、U-18アジア選手権に出場した。2015年、U-23アジア選手権に銀メダルを獲得した。同年、U-18世界選手権に出場した。2017年、シニア代表に初選出され、同年のワールドグランプリに出場した。同年のアジア選手権に出場し銀メダルを獲得した。2022年、ネーションズリーグに出場し8位となった。2023年9月、アジア選手権に出場し金メダルを獲得した。同年のパリ五輪予選に出場した。

## 球歴
- ネーションズリーグ - 2018年、2019年、2022年、2023年、2024年
- アジア選手権 - 2017年、2023年
- オリンピック予選 - 2023年

## 所属チーム
- Supreme Volleyball Club（2014-2022年）
- Diamond Food VC（2022-2023年）
- 水原現代建設ヒルステート（2023-2025年）
- 大田正官庄レッドスパークス（2025年-）